# NATO Medium Extended Air Defense System Organization
Die NATO Medium Extended Air Defense System Organization (NAMEADSMO) ist ein Entscheidungsgremium zur Ausschreibung von Rüstungsprojekten. Es besteht aus je einem Vertreter aus den USA, Deutschland und Italien und hat seinen Sitz in Huntsville, Alabama (USA). Zusammen mit der Ballistic Missile Defense Organization (BMDO) entschied die NAMEADSMO die Beauftragung des Projekts MEADS.